# Plaça de Braus de Figueres
La Plaça de Braus de Figueres és una plaça de braus del municipi de Figueres (Alt Empordà) protegida com a bé cultural d'interès local.
És un edifici amb tipologia típica per l'ús que té. És un edifici amb planta octogonal. La porta d'accés està formada per un gran arc de ferradura amb un fris a la part superior amb la placa "PLAZA DE TOROS" per acabar en un ràfec. A sobre d'aquest uns merlets es repeteixen a tota la zona superior de l'edifici. A cada costat de la porta, tres arcs de ferradura peraltats i emmarcats al pis inferior, mentre que al superior trobem obertures cegues de doble arc de ferradura.